# 羅發號事件
羅發號事件，亦稱羅妹號事件或羅佛號事件，是美國與臺灣原住民族之間爆發的一宗外交事件。1867年3月，在海難中倖存的美籍商船羅發號（Rover，又譯羅妹號、羅佛號）船員誤闖瑯𤩝十八社領土，被當地人視為侵略者，船長等13人因而被處決；事後美軍東來臺灣，欲以武力報復，史稱福爾摩沙遠征。最後，斯卡羅人、美國雙方達成了非正式的諒解備忘錄，俗稱「南岬之盟」，羅發號事件始告落幕。然清廷仍消極處理瑯嶠十八社與外國船難問題，不接受美國駐廈門領事李仙得提議在恆春設官等措施，也導致未來牡丹社事件發生。

## 經過
1867年（同治六年）3月9日，美國商船羅發號自中國廣東汕頭港開往滿洲牛莊港，3月12日途經臺灣海峽時，遭風浪漂流至七星岩（位於今恆春外海）觸礁沉沒，14名遇難船員於獅龜嶺海岸一帶登陸（位於恆春半島，今墾丁附近），於「龜仔甪社」（排灣語：Kulaljuc，今社頂部落）上岸，誤闖排灣族領地，被誤認為侵略者，故遭到原住民武力反擊，船長約瑟·杭特（Joseph Hunt）與妻子梅西·杭特（Mercy G. Beerman Hunt）等13人遭出草殺害。唯一倖免的粵籍華人水手逃至打狗（今高雄）一帶，先向打狗英國領事館通報，根據《倫敦新聞畫報》1867年6月15日刊出的報導，英國駐打狗的外交官登上英國皇家海軍艦艇鸕鶿號（HMS Cormorant）到琅嶠事發地，欲和原住民交涉盼能贖回美國籍的生還者，英軍先遣隊上岸後卻遭到原住民襲擊，改由英艦對岸砲轟威嚇但成效不彰，最終鸕鶿號只好悻然退回打狗港。當英國救援行動受阻，又向當地清廷官府請求幫忙。清廷其“理番”政策以教化程度高低來劃分熟番、生番地帶，對法令無法管轄的“生番”地帶向來以不歸王化的理由，不願介入。清廷地方官員以番治番、以夷治夷的觀念，企圖消極處理，提出地圖明顯標出治權不及的「土牛界線」，以枋寮至鵝鑾鼻為排灣族之地，不在管理之內作為緣由而不受理此事，美國於是決定自行處理。

## 後續交涉
美國駐華公使蒲安臣從英國駐華公使得知此事後，派美國駐廈門領事李仙得處理，他於1867年4月18日抵達臺灣府（今臺南）與當地官員交涉，希望能與原住民直接聯繫，但被清廷官員婉拒，言明由臺灣海防同知派巡檢司和瑯嶠十八社交涉即可。清國官員虛以委蛇欲蓋彌彰，反使美方不滿而另採武力討伐，1867年6月，乃成立特遣隊由美國海軍派遣軍艦二艘、水兵181名遠征，特遣隊在墾丁附近一帶駐泊，以艦砲火力掩護下強行登陸，惟仍遭臺灣原住民伏擊得手，上岸作戰的帶隊官麥肯齊少校陣亡，美軍行動受創先行撤退，但此舉美國政府則表明並不善罷干休。
在軍事行動受阻下，美方再令李仙得處理此事，其自偕同「通事」六人於9月4日扺臺，而清廷見到美國政府態度強硬，才驚覺事態嚴重恐開罪美方，即派臺灣總兵劉明燈協助李仙得一行，劉明燈不得已就9月10日率兵500員隨行。，9月23日到達琅（今屏東縣恆春鎮）至柴城一帶（今屏東車城鄉）部署，此時李仙得直接和原住民領袖交涉。10月10日在琅與臺灣瑯嶠十八社總頭目卓杞篤於出火這地方立盟，雙方達成口頭協議，同意歸還船長杭特夫婦的首級及所劫物品，並允諾將來海事受難者皆以「紅旗」為信號求援，表示對臺灣頭目的友好，也希望不再殺害船難者，是為南岬之盟。不過美方要在龜鼻山設立砲臺、燈塔的要求，為出席的清廷臺灣道尹吳大廷、臺灣總兵劉明燈否決，造成日後美方直接繞過清廷與排灣族協商的另一項因素。李仙得10月23日回到廈門。
同治七年（1868年）5月，美國駐華署理公使衛廉士特向清廷提案，將瑯嶠一帶納入清帝國的版圖，設官並駐兵防守。時任臺灣總兵劉明燈會同前臺灣總兵曾元福、臺灣道尹吳大廷等官員討論，隨後派同知鄭元傑、前署臺灣海防同知王文棨會勘，並提議在龜仔角（今墾丁社頂自然公園）的舊有龜鼻山營盤改建成砲台並永久駐紮。但衛廉士一直向北京總理衙門各大臣提案與陳情，卻總得到「從緩斟酌為詞云云」的回覆，態度極為消極，因此特向恭親王奕訢表達此事，將李仙得領事所繪的臺灣南邊地圖暨素紅旗款式送致親王備覽。
同治八年（1869年）2月，李仙得再度來臺確認先前雙方的口頭協議是否仍然有效，2月28日與卓杞篤再度會面。根據李仙得向美國政府的報告，會議中卓杞篤弟弟要求，由李仙得將雙方的協議以書面紀錄下來，將來遇海難向瑯嶠十八社求救時必須遵守這個書面程序，以避免可能發生的誤會。李仙得還說雖然此會議記錄比起官方文件，顯得不正式又缺少價值，他還是記錄下來，希望將來各國船隻藉此瞭解並遵守此程序來尋求救助。「南岬之盟」這協議等級，屬於國會報告備查的諒解備忘錄，並不是國會核定批准的條約或國會監督審理的協定。

## 影響
由於李仙得在此事中獲得大量有關臺灣的珍貴資料，之後在臺灣牡丹社事件（屏東）中，受到了日本政府的器重，獲日本聘任為「外交顧問」，協助日本交涉和對付臺灣
原住民，特別是屏東原住民。
在「親善盟約」中，李仙得要求清政府在「番界」中建築砲台、駐紮守軍，讓原住民感到「威壓」的存在，然而清廷認為在枋寮設官足以應付，砲台遂遭清朝所廢棄，同治十一年（1872年），福建通商總局遂向李仙得與總理衙門照會不須建砲臺與設官。終於，在同治十年（1871年）又發生琉球國人民船難事件，甚至進而引發史上著名的牡丹社事件。
清廷受船難事件頻傳之影響，以及羅妹號及牡丹社事件後美國與日本等國際壓力，於1875年在恆春設立燈塔（即今鵝鑾鼻燈塔），保障臺灣海峽東南部與巴士海峽之海上運行及作業安全。

## 相關作品
- 《傀儡花》，陳耀昌著，臺灣，INK印刻出版，2016年1月。
- 《斯卡羅》，2021年臺灣史詩劇。
- 《社頂的孩子》，2021年紀錄片[18]

## 外部連結
- 《倫敦新聞畫報》插圖描繪鸕鶿號遭到原住民襲擊